# Branipole
Branipole (bułg. Браниполе) – wieś w południowej Bułgarii, w obwodzie Płowdiw, w gminie Rodopi.
Wieś położona 8 km od Płowdiwu. Branipole wkrótce ma się połączyć z wsią Bełasztica.
W starożytności wioskę zamieszkiwała osada tracka, do dzisiaj pozostała mogiła i liczne wykopaliska archeologiczne, odkryto między innymi:

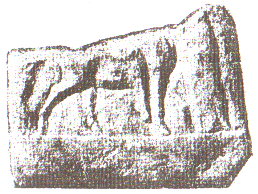
Dolna połowa marmurowej tablicy Herosa
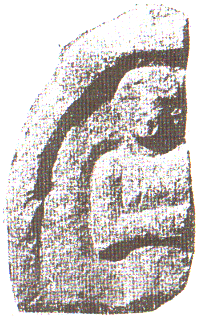
Fragment marmurowej tablicy Higii
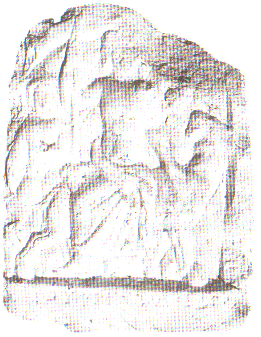
Fragment marmurowej tablicy Dionisa
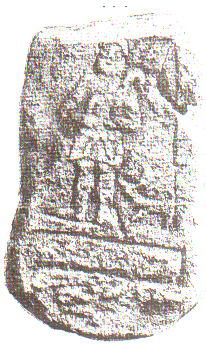
Dolna połowa marmurowej tablicy Silwana
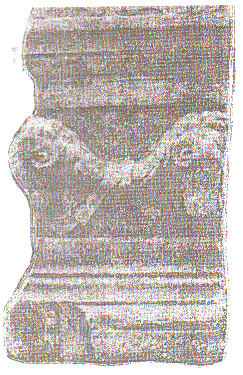
Marmurowy ołtarz